# Shamil Sabirov
Shamil Sabirov (en russe : Шамиль Алтаевич Сабиров, transcription française : Chamil Altaïevitch Sabirov) est un boxeur soviétique né le 4 avril 1959 à Karpinsk.

## Carrière
Champion olympique aux Jeux de Moscou en 1980 dans la catégorie mi mouches après sa victoire en finale contre le Cubain Hipolito Ramos, il remporte également au cours de sa carrière amateur le titre de champion d'Europe à Cologne en 1979 et la médaille de bronze à Tampere en 1981.

## Parcours auxJeux olympiques
Jeux olympiques d'été de 1980 à Moscou (poids mi-mouches) :
- Bat João Manuel Miguel (Portugal) 5-0
- Bat Dietmar Geilich (RDA) 4-1
- Bat Li Byong-Uk (Corée du Nord) 5-0
- Bat Hipolito Ramos (Cuba) 3-2